# Спортінг-Клуб
«Спортінг-Клуб» (С. К.) — колишній спортивний клуб з міста Одеса.

## Історія
Заснований в лютому 1911 року як команда «Південного спортивного товариства», клуб був одним із засновників Одеської футбольної ліги. До складу команди увійшли гравці команд, що розпалися напередодні старту першого чемпіонату Одеси з футболу: «Індо» (Індо-Європейський телеграф), студентська команда, і команда Григорія Богемського, який став капітаном майбутнього «Спортінг-Клубу». Декілька перших ігор команда грала під назвою «Стадъ д’Одесса» («Одеський Станд»). Стадіон клубу розташовувався в районі Французького бульвару.
У сезоні 1913/14 «Спортінг-Клуб» вперше став чемпіоном Одеси. Чемпіонами у складі команди стали Сергій Погорелкін, Олег Данилов, Ангерт, Іванов, Касабудський, Геслер, Юлій Дихно, Вітіс, Богемський, Соболевський, Віктор Борицький, Антон Мотекайтес, Михайло Вербицький. У сезоні 1915/16 «С. К.» вдруге став чемпіоном Одеси. 

## Досягнення
- Чемпіонат Одеси з футболу
  -  Чемпіон (2) — 1913/14[2], 1915/16[3]
  -  Срібний призер (1) — 1911/12[4].
  -  Бронзовий призер (3) — 1911 (весна), 1912/13[5], 1914/15

## Відомі гравці
- Григорій Богемський
- Юлій Дихно
- Віктор Борицький
- Михайло Вербицький